# مروان السلطان
مروان السلطان هو طبيب فلسطيني، استشاري أمراض الباطنة والقلب. شغل منصب مدير المستشفى الإندونيسي. استُشهد الدكتور مروان السلطان صباح الأربعاء 2 يوليو 2025، في غارة جوية شنّتها طائرات الاحتلال الإسرائيلي من طراز F‑16 على شقته في منطقة تل الهوى بمدينة غزة، بعد أن نزح إليها من بيت لاهيا. أسفر القصف عن استشهاده مع زوجته ذكرى، وابنته لميس، وشقيقته آمنة، وابن أخيه محمد عماد السلطان.

## مؤهلات العلمية
تخرّج الدكتور السلطان من كلية الطب بجامعة جامعة لياقت للعلوم الطبية والصحية في حيدر آباد، باكستان عام 2001، حيث حصل على شهادة الطب والجراحة، وتخصص في القسطرة القلبية التدخلية وأمراض الباطنة، ما جعله أحد أبرز أُسَاتذة هذا التخصص في غزة. عمل أستاذًا مساعدًا بكلية الطب في الجامعة الإسلامية بغزة، وعمل مدربًا للبورد الفلسطيني لأمراض القلب.

## دوره في المستشفى الإندونيسي
منذ عام 2016، تولى إدارة مستشفى الإندونيسي في بيت لاهيا، وأشرف على تطويره بالتعاون مع لجنة الإنقاذ الطبي الإندونيسية (MER‑C). ورغم القصف والحصار، واصل جهوده في الحفاظ على الخدمات الطبية الأساسية، لا سيما في الطوارئ وأمراض القلب. خلال حصار ديسمبر 2024، اضطر لإخلاء المستشفى تحت الضغط، لكنه عاد فور وقف إطلاق النار في يناير 2025 ليعيد تشغيله.
عرف السلطان أيضًا بدوره الإنساني والإعلامي، حيث كان صوتًا صريحًا أمام العالم، ناشد من خلاله منظمات دولية كمنظمة الصحة العالمية والصليب الأحمر، مطالبًا بحماية الطواقم الطبية والمنشآت الصحية في غزة.
أثار استشهاده موجة من الحزن والغضب، واعتبره زملاؤه "جريمة حرب مكتملة الأركان"، لما يمثّله من قيمة علمية ومهنية. وقد أدانت جهات دولية عدة الجريمة، بينها الحكومة الإندونيسية ووزارة الأوقاف المصرية، فيما وصفه مدير عام وزارة الصحة منير البرش بأنه "طبيب يفاخر به كل فلسطيني".